# Indotyphlops lazelli
Indotyphlops lazelli är en ormart som beskrevs av Wallach och Pauwels 2004. Indotyphlops lazelli ingår i släktet Indotyphlops och familjen maskormar. Inga underarter finns listade i Catalogue of Life.
Denna orm förekommer endemisk på Hongkongöns västra sida. Den lever i låglandet upp till 200 meter över havet. Exemplar dokumenterades i ett dike nära en skog. Honor lägger ägg.
Beståndet hotas av skogsröjningar. IUCN kategoriserar arten globalt som akut hotad.